# Полиция общественной безопасности Макао
Полиция общественной безопасности Макао (кит. трад. 治安警察局, порт. Corpo de Polícia de Segurança Pública (PSP)) — является основным правоохранительным органом специального административного района Макао и филиал Сил безопасности Макао. Первоначально известная как Полиция Макао (порт. Polícia de Macau), эта полиция несколько раз меняла название, прежде чем обрела своё нынешнее название, и празднует своё основание 14 марта 1691 года.
Ввиду принципа «одна страна, две системы» она организационно отделена от властей континентального Китая и независима от юрисдикции Министерства общественной безопасности континентального Китая.